# Uramya pictipennis
Uramya pictipennis är en tvåvingeart som först beskrevs av Townsend 1935.  Uramya pictipennis ingår i släktet Uramya och familjen parasitflugor. Inga underarter finns listade i Catalogue of Life.